# Bierbachtal zwischen Hollnich und Masthorn
Koordinaten: 50° 9′ 51″ N, 6° 18′ 17″ O
Das Naturschutzgebiet Bierbachtal zwischen Hollnich und Masthorn liegt im Eifelkreis Bitburg-Prüm in Rheinland-Pfalz.
Das etwa 31 ha große Gebiet, das im Jahr 1997 unter Naturschutz gestellt wurde, erstreckt sich entlang des Bierbaches zwischen dem nördlich des Gebietes gelegenen Ortsteil Hollnich der Ortsgemeinde Habscheid und der Ortsgemeinde Masthorn im Südwesten. Unweit östlich verläuft die Landesstraße L 16.
Schutzzweck ist die Erhaltung, Wiederherstellung und Entwicklung eines für das Schneifelvorland typischen, weitgehend noch naturnahen Tales wegen seiner
- weitgehend von extensiven Nutzungsstrukturen abhängigen naturnahen Biotoptypen,
- Vielzahl an wechselfeuchten Biotoptypen, die für diesen Landschaftsraum charakteristisch sind, wie z. B. Kleinseggenrieder und Nasswiesen,
- Bedeutung als Lebensraum für stark gefährdete Tier- und Pflanzenarten und deren individuenreichen Lebensgemeinschaften.